# 1640'erne f.Kr.
Århundreder: 18. århundrede f.Kr. – 17. århundrede f.Kr. – 16. århundrede f.Kr.
Årtier: 1690'erne f.Kr. 1680'erne f.Kr. 1670'erne f.Kr. 1660'erne f.Kr. 1650'erne f.Kr. – 1640'erne f.Kr. – 1630'erne f.Kr. 1620'erne f.Kr. 1610'erne f.Kr. 1600'erne f.Kr. 1590'erne f.Kr.
Årstal: 1649 f.Kr. 1648 f.Kr. 1647 f.Kr. 1646 f.Kr. 1645 f.Kr. 1644 f.Kr. 1643 f.Kr. 1642 f.Kr. 1641 f.Kr. 1640 f.Kr.

## Hændelser
- 1640 f.Kr. — Det Det mellemste Rige afsluttes i Egypten og den Anden mellemepoke starter.